# Hermann Müller
Hermann Müller (18. května 1876 Mannheim – 20. března 1931 Berlín) byl německý sociálnědemokratický politik, v roce 1920 a v letech 1928–1930 zastával funkci říšského kancléře Německa. V letech 1919–1928 působil jako předseda strany SPD, ve vládě Gustava Bauera (1919–1920) zastával funkci říšského ministra zahraničí, a byl tak jedním z německých signatářů Versailleské smlouvy. 

## Život

### Mládí
Hermann Müller se narodil 18. května 1876 v německém Mannheimu Georgu Jakobu Müllerovi (nar. 1843) výrobci šampaňského a Karoline Müllerové (rozené Vogtové, nar. 1849). Mladý Hermann začal studovat reálné gymnázium v Mannheimu a po přestěhování rodiny do Saska pokračoval ve studium v Drážďanech. V roce 1892 mu zemřel otec, a tak musel z finančních důvodů studium gymnázia opustit a vyučil se obchodníkem. V roce 1893 vstoupil do sociálně demokratické strany a začal se aktivně angažovat.
Müller se roku 1902 oženil s Friedou Tockusovou, s níž měl roku 1905 dceru Annemarii. Jeho manželka ale o několik měsíců později v důsledku poporodních komplikací náhle zemřela. V roce 1909 se podruhé oženil s Gottliebe Jaegerovou a o rok později se jim narodila dcera Erika.

## Politická kariéra

### Před rokem 1918
V letech 1899—1906 pracoval jako redaktor v socialistických novinách Görlitzer Volkswacht (česky Zhořelecká lidová stráž) a působil v městské radě (1903—1906). Stranický kolega August Bebel ho navrhl v roce 1905 neúspěšně a v roce 1906 již úspěšně do celostátního předsednictva strany. V této době se posunul názorově z levého křídla strany na její střed a začal kritizovat členy radikální levice jako např. Rosu Luxemburgovou. Celkově byl ve straně ceněn pro svou pracovitost, poctivost a racionalitu, avšak postrádal charisma.
První jeho úspěchem se stalo v roce 1909 (po úzké spolupráci s Friedrichem Ebertem) založení stranického výboru (německy Parteiausschuss), který měl řešit vnitrostranické pře. Ve stejném roce se neúspěšně pokusil zabránit zvolení Otty Brauna do celonárodního předsednictva stany, což způsobilo dlouholeté nepřátelství mezi oběma významnými politiky. Díky svým jazykovým znalostem ho strana zvolila za svého zástupce v Druhé internacionále a často ho posílala na sjezdy západoevropských socialistických stran. 
V červenci 1914 se účastnil v Paříži sjezdu socialistických stran, kde se jednalo o společném postoji k válečným půjčkám. Během války podporoval tzv. Burgfriedenspolitik, kdy sociální demokraté spolupracovali s vládou, neorganizovali žádné stávky apod. za účelem německého vítězství. Müller usměrňoval krajně levicové názory ve straně a působil i jako vnitrostranický cenzor. To vše, aby SPD zbytečně nedráždila vojenské velení a nedošlo k jejímu zákazu. V roce 1916 byl zvolen do říšského směnu, kde zůstal až do kolapsu Německého císařství. Během svého mandátu podpořil podepsání Brestlitevské smlouvy s Ruskem a vstup sociálních demokratů do poslední císařské vlády kancléře Maxmiliána Bádenského.     

### Revoluční roky 1918—1920
Během listopadové revoluce byl členem Výkonné rady dělnických a vojenských rad (německy Vollzugsrat der Arbeiter- und Soldatenräte) pro oblast širšího Berlína. V radě aktivně podporoval volby do národního shromáždění, kam byl v lednu 1919 i zvolen. Volby vyhráli s přehledem sociální demokraté. Jeho straničtí kolegové Friedrich Ebert a Philipp Scheidemann se stali prezidentem respektive předsedou nové vlády. Na uvolněná místa ve stranickém aparátu byl zvolen vedle Otty Welse právě Hermann Müller. Wels převzal vnitřní vedení strany a Müller zodpovídal za vnější vztahy. Po volbách v roce 1920 si změnil jméno na Müller-Franken (kandidoval za Franky, německy Franken), aby nedocházelo k záměně se stejně jmenujícími se politiky.  
Po Scheidemannově demisi v červnu 1919 mu byl nabídnut post kancléře, který odmítl. V nové vládě Gustava Bauera ale zasedl na pozici ministra zahraničí a v Paříži  29. června 1919 společně s Johannesem Bellem podepsal jako zástupce Německa Versailleskou smlouvu. Bauerova vláda zkolabovala po potlačení Kappova puče v březnu 1920 a Müller se ujal postu kancléře v vládě, která měla zemi přivést k předčasným volbám. Jeho vláda byla u moci pouhých 82 dní, ale podařilo se jí potlačit levicovou vzpouru v Porúří a podpořila vstup členů USPD do tzv. Socializační komise (německy Sozialisierungskommission, instituce zabývající se možnostmi socializace německého průmyslu). Volby z června 1920 nedopadly pro SPD dobře. Strana ztratila více než třetinu křesel a odešla do opozice, kde tolerovala menšinovou vládu. 

### 1920—1928
V opozici patřil Müller mezi první, kdo prosazoval vstup Německa do Společnosti národů a prohlubování spolupráce se Západem. Na druhou stranu otevřeně kritizoval autoritářskou politiku Sovětského svazu, jeho revoluční cíle a s tím spojenou sovětskou pomoc radikální levici v Německu. Diplomatické vztahy se Sověty schvaloval, ale pouze jako prostředek k zabránění připojení Horního Slezska k nově vzniklému Polsku v roce 1921. Rapallskou smlouvu mezi SSSR a Německem podepsanou v roce 1922 neviděl jako alternativu k diplomatickým vztahům se Západem, který jediný mohl poskytnout Němcům dostatek prostředků k rekonstrukci země. Během let 1921—22 se SPD opět účastnila koaličních vlád a Müller, ač nebyl člen vlády, se aktivně angažoval v konsolidaci rozpočtu a diskuzi ohledně osmihodinového pracovního dne. Podpořil i schválení zmocňovacího zákona, který měl dát vládě zvláštní pravomoci v boji s propuklou hyperinflací.

### Politika
Jeho druhá vláda byla vládou velké koalice jeho SPD, Centra, DDP a DVP. Ačkoli tyto strany tvořily v říšském sněmu většinu, vztahy mezi nimi nebyly velmi komplikované. Koalice se nakonec rozpadla jako následek rozporu mezi SPD a DVP v otázce rozpočtu v dobách Velké hospodářské krize, ačkoli Müller byl silně proti rozhodnutí SPD koalici opustit.

## Pozdější život a smrt
Po rezignaci se Müller stáhl z veřejného života. Po zářijových parlamentních volbách roku 1930, kdy skokově posílili nacisté, apeloval na vedení strany, aby pokračovala v podpoře menšinového kabinetu kancléře Brüninga. Müller zemřel na následky operace žlučníku 20. března 1931. Prezident Hindenburg nedal svolení uspořádat státní pohřeb, ale i tak se do pohřebního průvodu přidalo na 50 tisíc lidí a dalších 350 tisíc lemovalo cestu. Účastnil se i vůdce francouzské levice Léon Blum a francouzský velvyslanec. Jeho smrt znamenala velkou ránu pro již tak oslabené sociální demokraty.

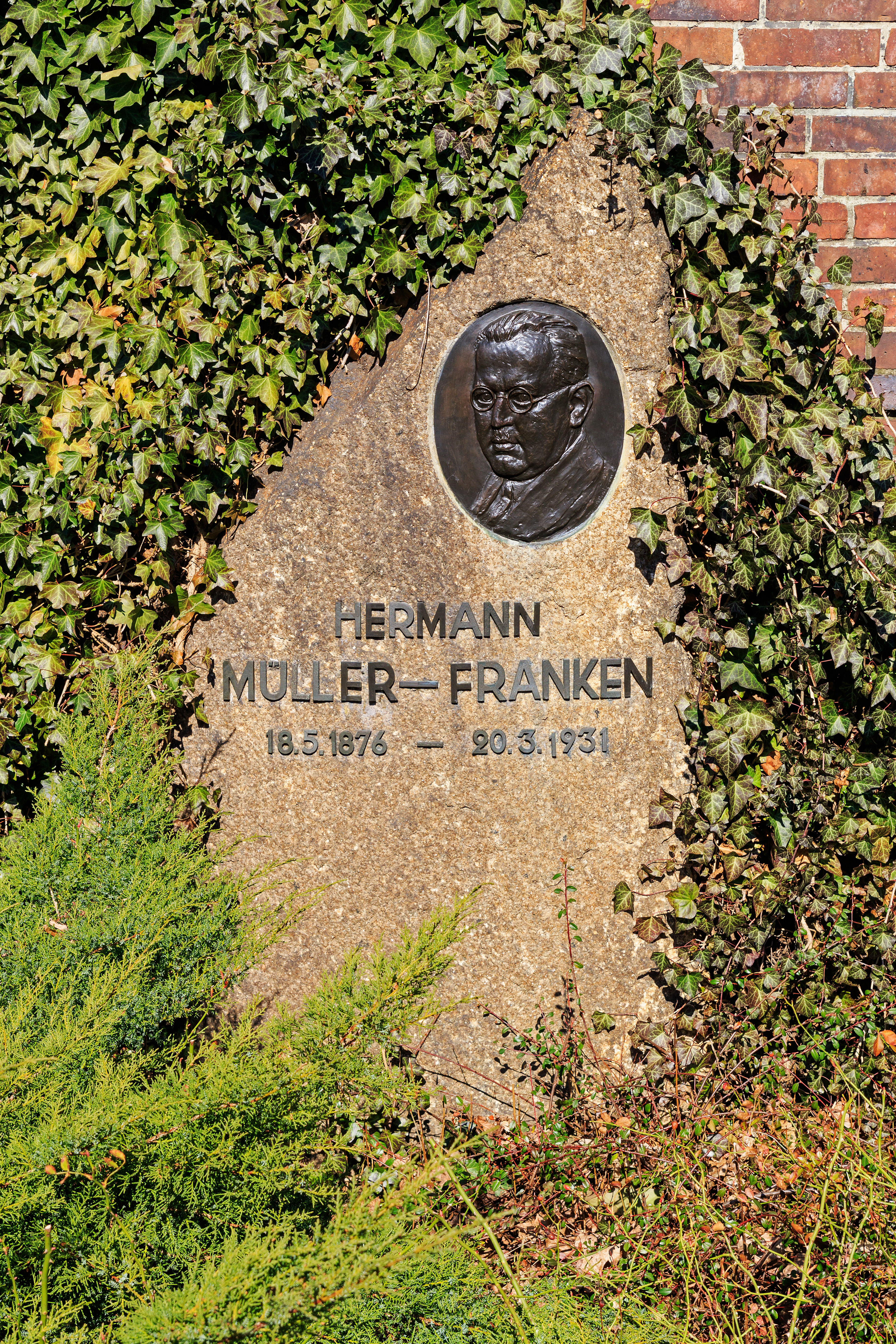
Hrob na hřbitově Friedrichsfelde

Pohřben byl v Berlíně na ústředním hřbitově Friedrichsfelde u Památníku socialistům (Gedenkstätte der Sozialisten).